# Герб Сімферополя
Герб Сімферополя - офіційний символ міста Сімферополь, затверджений рішенням Сімферопольської міської ради № 138 від 14 грудня 2006 року.
Автори герба: Ефетов Г. Б., Степанова О., Маскевич О. І.

## Опис
Герб міста Сімферополь це французький щит, розділений у пропорції 2:1 на два поля вузькою хвилястою срібною смугою. У верхньому синьому полі золота бджола, що летить. У нижньому червоному полі золота дворучна грецька чаша – символ Неаполя Скіфського.
Великий Герб міста вінчає золота баштова п'ятизубчаста корона з синьо-біло-червоним (кольори Прапора АРК) бурелетом, що вказує на статус Сімферополя як столицю Автономної Республіки Крим.
Щит оточений напіввінком із двох дубових гілок натурального кольору, обвиті стрічкою ордена Трудового Червоного Прапора, яким Сімферополь був нагороджений 1984 року.
На стрічці золотими літерами написано: «Сімферополь».

## Символізм
Срібна смуга символізує річку Салгір – головну водну артерію Криму.
Синій колір уособлює красу міста, червоний свідчить про мужність жителів – захисників міста.
Вінок з дубових гілок нагадує про дві пам'ятки природи – дуби-патріархи, що ростуть у найстарішому парку міста.
Авторською групою був складений девіз «Місто користі», що є перекладом назви міста з грецької мови, проте депутати схвалили запропонований проєкт, але девіз було ними замінено на назву міста «Сімферополь».

## Історія
Ще князь Потьомкін пропонував для новозбудованого Сімферополя проєкт герба: "...Має бути побудовано обласне місто Сімферополь. Це найменування означає місто користі, а тому герб - вулик з бджолами, що мають вгорі напис "Корисне". Однак проєкт Потьомкіна не був затверджений.

### Імперський період

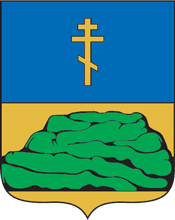
Герб Сімферопольського повіту 1844 рік

У березні 1834 року з ініціативи генерал-губернатора Воронцова було підготовлено проєкти гербів для 5 повітів Таврійської губернії: Дніпровського, Перекопського, Євпаторійського, Феодосійського, Мелітопольського та Сімферопольського. В говорилося: "Сімферопольському повіту - Чатир-Даг, найвища з Кримських гір, що входить до складу повіту, над зображенням цієї гори височить хрест".
Однак жодних дій щодо цього рапорту вжито не було. Проєкти не розглядалися у Міністерстві внутрішніх справ та не подавалися імператору.
Тільки 17 листопада 1844 року було офіційно затверджено герб Сімферопольського повіту:
"У щиті, розділеному на дві частини, у верхній – серед блакитного поля золотий хрест, у нижній – серед золотого поля Чатирдаг, найвища з Кримських гір".

#### Проєкт Кене

Проєкт Кене 1859 рік

1859 року Бернгардом Кене було складено проєкт нового герба Сімферополя: "У золотому полі чорний Візантійський увінчаний двома золотими коронами орел із золотими дзьобами та кігтями та червленими язиками, на грудях у блакитному із золотими краями щиті золотий восьмикінцевий хрест".
Щит був увінчаний золотою міською короною з трьома вежами та обрамлений золотими виноградними лозами, обвитими Олександрівською стрічкою. Проєкт так і не було затверджено.

### Радянська окупація

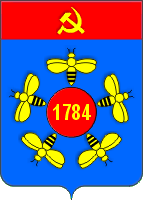
Герб Сімферополя 1971 рік

21 серпня 1971 рішенням II сесії XIII скликання міської ради був затверджений радянський герб міста:
"У лазуровому щиті з червоною главою — п'ять золотих бджіл навколо червоного кола з золотою датою «1784». Глава обтяжена золотими серпом і молотом."
Бджоли на щиті означають історію міста і його назву. Коло в центрі емблеми характеризує Сімферополь як обласний адміністративний центр. Бджоли й коло в центрі утворюють квітку — символ столиці квітучого краю. Автори — Л. Лабенок, М. Лядовський, Л. Фруслов.

### Конкурс 90-х років

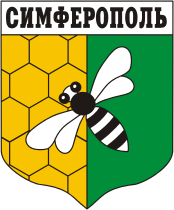
Конкурса робота 1990-х років

В кінці 1990-х років було запропоновано розробити новий герб міста. З'явилось кілька проєктів:
- Група В'язуна-Ефетова-Надикти пропонувала помістити в центр щита символ Неаполя Скіфського – золоту чашу.
- У проєкті В.М.Надикти п'ять бджіл оточували стилізовану квітку з бджолиних сот.
- О.Степанової запропоновано герб із зовнішніми прикрасами: короною, девізом "Місто користі", дубовим вінком.[3]